# 에너미 라인스 2: 악의 축
《에너미 라인스 2: 악의 축》(Behind Enemy Lines II: Axis of Evil)은 2006년 공개된 미국의 전쟁 영화이다.

## 출연

### 주연
- 맷 부쉘
- 키스 데이빗
- 데니스 아드트
- 벤 크로스
- 브루스 맥길
- 피터 코요테

### 조연
- 에이프릴 그레이스
- 쉐인 에델만
- 글렌 모슈워
- 에얄 포델
- 미켈 샤넌 젠킨스
- 마이클 심슨
- 케네스 최
- 조셉 스티븐 양
- 데니스 제임스 리
- 신현주

## 기타
- 제작책임: 래너 조이 글리크먼
- 공동제작: 조나단 차초어
- 미술: 케스 본넷
- 의상: 이리나 코체바
- 의상: 앨리슨 프리어
- 배역: 메레디스 모튼